# Sphaenorhynchus mirim
Espèce
Statut de conservation UICN

 DD  : Données insuffisantes
Sphaenorhynchus mirim est une espèce d'amphibiens de la famille des Hylidae. L'épithète spécifique mirim  signifie « petit » dans les langues tupi-guarani.

## Répartition
Cette espèce est endémique de l'État de Espírito Santo au Brésil. Elle se rencontre dans la municipalité de Mucurici,.

## Publication originale
- Caramaschi, de Pádua Almeida & Gasparini, 2009 : Description of two new species of Sphaenorhynchus (Anura, Hylidae) from the State of Espírito Santo, Southeastern Brazil. Zootaxa, no 2115, p. 34–46.